# Fußball-Club St. Pauli von 1910 1993-1994
Questa voce raccoglie le informazioni riguardanti il Fußball-Club St. Pauli von 1910 nelle competizioni ufficiali della stagione 1993-1994.

## Stagione
Nella stagione 1993-1994 il St. Pauli, allenato da Seppo Eichkorn, concluse il campionato di 2. Bundesliga al 4º posto. In Coppa di Germania il St. Pauli fu eliminato al terzo turno dal Rot-Weiss Essen.

## Rosa
| N. |                     | Ruolo | Calciatore          |
| -- | ------------------- | ----- | ------------------- |
| 1  | Germania (bandiera) | P     | Klaus Thomforde     |
| 2  | Germania (bandiera) | D     | André Trulsen       |
| 3  | Germania (bandiera) | C     | Jürgen Gronau       |
| 4  | Germania (bandiera) | D     | Dieter Schlindwein  |
| 5  | Germania (bandiera) | C     | Dirk Dammann        |
| 6  | Germania (bandiera) | D     | Torsten Fröhling    |
| 10 | Germania (bandiera) | C     | Carsten Pröpper     |
| 13 | Germania (bandiera) | A     | Jens Scharping      |
| 16 | Brasile (bandiera)  | A     | Leonardo Manzi      |
| 20 | Germania (bandiera) | A     | Martin Driller      |
| 21 | Germania (bandiera) | D     | Holger Stanislawski |

| N. |                      | Ruolo | Calciatore           |
| -- | -------------------- | ----- | -------------------- |
| 22 | Germania (bandiera)  | C     | Andreas Mayer        |
|    | Germania (bandiera)  | P     | Andreas Reinke       |
|    | Germania (bandiera)  | D     | Joachim Philipkowski |
|    | Italia (bandiera)    | C     | Martino Gatti        |
|    | Germania (bandiera)  | C     | Thomas Goch          |
|    | Germania (bandiera)  | C     | Bernd Hollerbach     |
|    | Germania (bandiera)  | C     | Sven Tholen          |
|    | Germania (bandiera)  | C     | Dirk Zander          |
|    | Finlandia (bandiera) | A     | Ari Hjelm            |
|    | Germania (bandiera)  | A     | Marcus Marin         |
|    | Germania (bandiera)  | A     | Markus Sailer        |

## Organigramma societario
Area tecnica
- Allenatore: Seppo Eichkorn
- Allenatore in seconda:
- Preparatore dei portieri:
- Preparatori atletici: Ronald Wollmann

## Calciomercato

### Sessione estiva
| Acquisti | Acquisti            | Acquisti          | Acquisti |
| R.       | Nome                | da                | Modalità |
| -------- | ------------------- | ----------------- | -------- |
| C        | Andreas Mayer       | Bayern Monaco     |          |
| C        | Carsten Pröpper     | Remscheid         |          |
| P        | Andreas Reinke      | Amburgo           |          |
| A        | Markus Sailer       | Duisburg          |          |
| D        | Holger Stanislawski | Concordia Amburgo |          |
| D        | André Trulsen       | Colonia           |          |
| C        | Dirk Zander         | Dinamo Dresda     |          |

| Cessioni | Cessioni           | Cessioni              | Cessioni |
| R.       | Nome               | a                     | Modalità |
| -------- | ------------------ | --------------------- | -------- |
| A        | Markus Aerdken     | Wuppertal             |          |
| A        | Petri Järvinen     | Kuusysi               |          |
| C        | Peter Knäbel       | Saarbrücken           |          |
| D        | Robert Nikolic     | RW Oberhausen         |          |
| D        | Bernhard Olck      | Eintracht Norderstedt |          |
| C        | Klaus Ottens       | 93 Amburgo            |          |
| D        | Jörn Schwinkendorf | Wuppertal             |          |
| C        | Ralf Sievers       | Lüneburger            |          |
| C        | Karsten Surmann    | Osnabrück             |          |
| C        | Frank Wolf         | Holstein Kiel         |          |

### Sessione invernale
| Acquisti | Acquisti     | Acquisti       | Acquisti |
| R.       | Nome         | da             | Modalità |
| -------- | ------------ | -------------- | -------- |
| A        | Marcus Marin | Kaiserslautern |          |

| Cessioni | Cessioni | Cessioni | Cessioni |
| R.       | Nome     | a        | Modalità |
| -------- | -------- | -------- | -------- |

## Risultati

### 2. Bundesliga

#### Girone di andata
| Arbitro: | Fux |

|                     |           |                  |
| Simon 40’ Linke 90’ | Marcatori | 84’ Stanislawski |

| Arbitro: | Strampe |

|                             |           |  |
| Pröpper 7’ Driller 25’, 61’ | Marcatori |  |

| Arbitro: | Kiefer |

|            |           |             |
| Faltin 40’ | Marcatori | 73’ Driller |

| Arbitro: | Fischer |

|                 |           |                                           |
| Zander 16’, 65’ | Marcatori | 20’, 85’ Lange 22’ Chałaśkiewicz 62’ Dowe |

| Essen 22 agosto 1993, ore 15:00 CEST 5ª giornata | Rot-Weiss Essen | 0 – 0 referto | St. Pauli | Georg-Melches-Stadion (11 000 spett.)\| Arbitro: \| Amerell \| |
| Arbitro:                                         | Amerell         |               |           |                                                                |

| Arbitro: | Casper |

|                                   |           |  |
| Driller 22’, 89’ Stanislawski 38’ | Marcatori |  |

| Berlino 2 settembre 1993, ore 20:00 CEST 7ª giornata | TeBe Berlino | 0 – 0 referto | St. Pauli | Mommsenstadion (2 684 spett.)\| Arbitro: \| Werthmann \| |
| Arbitro:                                             | Werthmann    |               |           |                                                          |

| Arbitro: | Buchhart |

|             |           |  |
| Pröpper 72’ | Marcatori |  |

| Arbitro: | Krug |

|                                                       |           |            |
| Raičković 22’ Pförtner 34’ Schjønberg 59’ Winkler 74’ | Marcatori | 40’ Zander |

| Arbitro: | Frey |

|                  |           |             |
| Stanislawski 33’ | Marcatori | 90’ Wynalda |

| Arbitro: | Fleske |

|             |           |  |
| Winkler 16’ | Marcatori |  |

| Arbitro: | Brandt-Chollé |

|            |           |             |
| Sailer 67’ | Marcatori | 35’ Wegmann |

| Arbitro: | Koop |

|                      |           |             |
| Hartwig 2’ Klein 72’ | Marcatori | 90’ Dammann |

| Arbitro: | Willems |

|                      |           |             |
| Schlindwein 84’, 89’ | Marcatori | 14’ Gerlach |

| Amburgo 5 novembre 1993, ore 20:00 CET 15ª giornata | St. Pauli | 0 – 0 referto | Bayer Uerdingen | Millerntor-Stadion (16 270 spett.)\| Arbitro: \| Habermann \| |
| Arbitro:                                            | Habermann |               |                 |                                                               |

| Arbitro: | Holz |

|          |           |                        |
| Beck 89’ | Marcatori | 26’ Driller 75’ Gronau |

| Arbitro: | Wippermann |

|           |           |  |
| Hjelm 40’ | Marcatori |  |

| Mannheim 27 novembre 1993, ore 14:15 CET 18ª giornata | Waldhof Mannheim | 0 – 0 referto | St. Pauli | Stadion am Alsenweg (5 500 spett.)\| Arbitro: \| Berg \| |
| Arbitro:                                              | Berg             |               |           |                                                          |

| Arbitro: | Hotop |

|             |           |  |
| Driller 73’ | Marcatori |  |

#### Girone di ritorno
| Arbitro: | Casper |

|                                        |           |  |
| Zander 11’ Schlindwein 47’ Pröpper 84’ | Marcatori |  |

| Chemnitz 1º marzo 1994, ore 20:00 CET 21ª giornata | Chemnitz | 0 – 0 referto | St. Pauli | Sportforum Chemnitz (2 470 spett.)\| Arbitro: \| Gläser \| |
| Arbitro:                                           | Gläser   |               |           |                                                            |

| Arbitro: | Amerell |

|            |           |  |
| Zander 11’ | Marcatori |  |

| Arbitro: | Gläser |

|  |           |             |
|  | Marcatori | 78’ Pröpper |

| Arbitro: | Haupt |

|           |           |  |
| Marin 15’ | Marcatori |  |

| Arbitro: | Leimert |

|          |           |           |
| Bobic 9’ | Marcatori | 16’ Marin |

| Arbitro: | Schmidhuber |

|                       |           |             |
| Driller 67’ Marin 79’ | Marcatori | 45’ Rusayev |

| Arbitro: | Ratzek |

|  |           |           |
|  | Marcatori | 57’ Marin |

| Arbitro: | Weise |

|                       |           |           |
| Manzi 29’ Driller 47’ | Marcatori | 87’ Gries |

| Arbitro: | Müller |

|              |           |               |
| Savichev 56’ | Marcatori | 61’ Scharping |

| Arbitro: | Dellwing |

|                     |           |                |
| Marin 16’ Mayer 28’ | Marcatori | 80’ Lilienberg |

| Arbitro: | Merk |

|               |           |           |
| von Ahlen 42’ | Marcatori | 21’ Marin |

| Arbitro: | Holz |

|               |           |                 |
| Scharping 72’ | Marcatori | 9’, 47’ Aerdken |

| Arbitro: | Fleischer |

|               |           |  |
| Akpoborie 23’ | Marcatori |  |

| Arbitro: | Schmidt |

|                              |           |  |
| Bittengel 10’, 72’ Weber 64’ | Marcatori |  |

| Arbitro: | Kiefer |

|                                  |           |                          |
| Scharping 5’ Hjelm 13’ Marin 23’ | Marcatori | 21’ de Wit 60’ Niggemann |

| Arbitro: | Holz |

|                        |           |               |
| Zernicke 18’ Ogris 23’ | Marcatori | 54’ Scharping |

| Arbitro: | Fröhlich |

|                                        |           |            |
| Marin 31’, 63’ Hjelm 77’ Scharping 87’ | Marcatori | 1’ Kirsten |

| Arbitro: | Dardenne |

|                                            |           |           |
| Winter 14’ Emig 43’ Holze 47’ Gerstner 72’ | Marcatori | 49’ Marin |

### Coppa di Germania
| Arbitro: | Habermann |

|                                            |                      |                               |
| Saalbach 69’ Leitzke 78’ (rig.)            | Marcatori            | 30’ Pröpper 70’ Zander        |
| König Hammermüller Pfitzner Weitze Leitzke | Tiri di rigore 3 – 4 | Gronau Driller Pröpper Zander |

| Arbitro: | Dardenne |

|                                 |           |                  |
| Geszlecht 67’, 99’ Bangoura 72’ | Marcatori | 11’, 55’ Driller |

## Statistiche

### Statistiche di squadra
| Competizione      | Punti | In casa | In casa | In casa | In casa | In casa | In casa | In trasferta | In trasferta | In trasferta | In trasferta | In trasferta | In trasferta | Totale | Totale | Totale | Totale | Totale | Totale | DR |
| Competizione      | Punti | G       | V       | N       | P       | Gf      | Gs      | G            | V            | N            | P            | Gf           | Gs           | G      | V      | N      | P      | Gf     | Gs     | DR |
| ----------------- | ----- | ------- | ------- | ------- | ------- | ------- | ------- | ------------ | ------------ | ------------ | ------------ | ------------ | ------------ | ------ | ------ | ------ | ------ | ------ | ------ | -- |
| 2. Bundesliga     | 45    | 19      | 14      | 3       | 2       | 34      | 15      | 19           | 3            | 8            | 8            | 13           | 24           | 38     | 17     | 11     | 10     | 47     | 39     | +8 |
| Coppa di Germania | -     | 0       | 0       | 0       | 0       | 0       | 0       | 2            | 0            | 1            | 1            | 4            | 5            | 2      | 0      | 1      | 1      | 4      | 5      | -1 |
| Totale            | 45    | 19      | 14      | 3       | 2       | 34      | 15      | 21           | 3            | 9            | 9            | 17           | 29           | 40     | 17     | 12     | 11     | 51     | 44     | +7 |

### Andamento in campionato
| Giornata  | 1  | 2 | 3 | 4  | 5  | 6 | 7  | 8 | 9  | 10 | 11 | 12 | 13 | 14 | 15 | 16 | 17 | 18 | 19 | 20 | 21 | 22 | 23 | 24 | 25 | 26 | 27 | 28 | 29 | 30 | 31 | 32 | 33 | 34 | 35 | 36 | 37 | 38 |
| --------- | -- | - | - | -- | -- | - | -- | - | -- | -- | -- | -- | -- | -- | -- | -- | -- | -- | -- | -- | -- | -- | -- | -- | -- | -- | -- | -- | -- | -- | -- | -- | -- | -- | -- | -- | -- | -- |
| Luogo     | T  | C | T | C  | T  | C | T  | C | T  | C  | T  | C  | T  | C  | C  | T  | C  | T  | C  | C  | T  | C  | T  | C  | T  | C  | T  | C  | T  | C  | T  | C  | T  | T  | C  | T  | C  | T  |
| Risultato | P  | V | N | P  | N  | V | N  | V | P  | N  | P  | N  | P  | V  | N  | V  | V  | N  | V  | V  | N  | V  | V  | V  | N  | V  | V  | V  | N  | V  | N  | P  | P  | P  | V  | P  | V  | P  |
| Posizione | 15 | 6 | 8 | 12 | 12 | 8 | 10 | 6 | 11 | 12 | 14 | 14 | 15 | 12 | 12 | 11 | 9  | 11 | 5  | 4  | 4  | 3  | 2  | 2  | 3  | 2  | 2  | 2  | 2  | 2  | 2  | 2  | 2  | 3  | 3  | 4  | 4  | 4  |

Legenda:

Luogo: C = Casa; T = Trasferta. Risultato: V = Vittoria; N = Pareggio; P = Sconfitta.

### Statistiche dei giocatori
| Giocatore       | 2. Bundesliga | 2. Bundesliga | 2. Bundesliga | 2. Bundesliga | Coppa di Germania | Coppa di Germania | Coppa di Germania | Coppa di Germania | Totale   | Totale | Totale      | Totale     |
| Giocatore       | Presenze      | Reti          | Ammonizioni   | Espulsioni    | Presenze          | Reti              | Ammonizioni       | Espulsioni        | Presenze | Reti   | Ammonizioni | Espulsioni |
| --------------- | ------------- | ------------- | ------------- | ------------- | ----------------- | ----------------- | ----------------- | ----------------- | -------- | ------ | ----------- | ---------- |
| D. Dammann      | 37            | 1             | 1             | 0             | 2                 | 0                 | 0                 | 0                 | 39       | 1      | 1           | 0          |
| M. Driller      | 32            | 9             | 8             | 0             | 2                 | 2                 | 0                 | 0                 | 34       | 11     | 8           | 0          |
| T. Fröhling     | 31            | 0             | 8             | 0             | 1                 | 0                 | 0                 | 0                 | 32       | 0      | 8           | 0          |
| M. Gatti        | 18            | 0             | 1             | 0             | 1                 | 0                 | 0                 | 0                 | 19       | 0      | 1           | 0          |
| T. Goch         | 0             | 0             | 0             | 0             | 0                 | 0                 | 0                 | 0                 | 0        | 0      | 0           | 0          |
| J. Gronau       | 36            | 1             | 4             | 0             | 2                 | 0                 | 1                 | 0                 | 38       | 1      | 5           | 0          |
| A. Hjelm        | 27            | 3             | 6             | 0             | 0                 | 0                 | 0                 | 0                 | 27       | 3      | 6           | 0          |
| B. Hollerbach   | 33            | 0             | 15            | 2             | 1                 | 0                 | 0                 | 0                 | 34       | 0      | 15          | 2          |
| L. Manzi        | 26            | 1             | 1             | 0             | 2                 | 0                 | 0                 | 0                 | 28       | 1      | 1           | 0          |
| M. Marin        | 17            | 10            | 3             | 0             | 0                 | 0                 | 0                 | 0                 | 17       | 10     | 3           | 0          |
| A. Mayer        | 21            | 1             | 6             | 0             | 0                 | 0                 | 0                 | 0                 | 21       | 1      | 6           | 0          |
| J. Philipkowski | 11            | 0             | 4             | 0             | 2                 | 0                 | 0                 | 0                 | 13       | 0      | 4           | 0          |
| C. Pröpper      | 38            | 4             | 3             | 0             | 2                 | 1                 | 0                 | 0                 | 40       | 5      | 3           | 0          |
| A. Reinke       | 35            | 0             | 1             | 1             | 2                 | 0                 | 0                 | 0                 | 37       | 0      | 1           | 1          |
| M. Sailer       | 18            | 1             | 5             | 1             | 2                 | 0                 | 0                 | 0                 | 20       | 1      | 5           | 1          |
| J. Scharping    | 11            | 5             | 0             | 0             | 0                 | 0                 | 0                 | 0                 | 11       | 5      | 0           | 0          |
| D. Schlindwein  | 35            | 3             | 7             | 1             | 2                 | 0                 | 0                 | 0                 | 37       | 3      | 7           | 1          |
| H. Stanislawski | 29            | 3             | 5             | 0             | 2                 | 0                 | 0                 | 0                 | 31       | 3      | 5           | 0          |
| S. Tholen       | 1             | 0             | 0             | 0             | 1                 | 0                 | 0                 | 0                 | 2        | 0      | 0           | 0          |
| K. Thomforde    | 4             | 0             | 0             | 0             | 0                 | 0                 | 0                 | 0                 | 4        | 0      | 0           | 0          |
| A. Trulsen      | 0             | 0             | 0             | 0             | 0                 | 0                 | 0                 | 0                 | 0        | 0      | 0           | 0          |
| D. Zander       | 26            | 5             | 6             | 0             | 2                 | 1                 | 0                 | 0                 | 28       | 6      | 6           | 0          |